# Rudolf Anděl

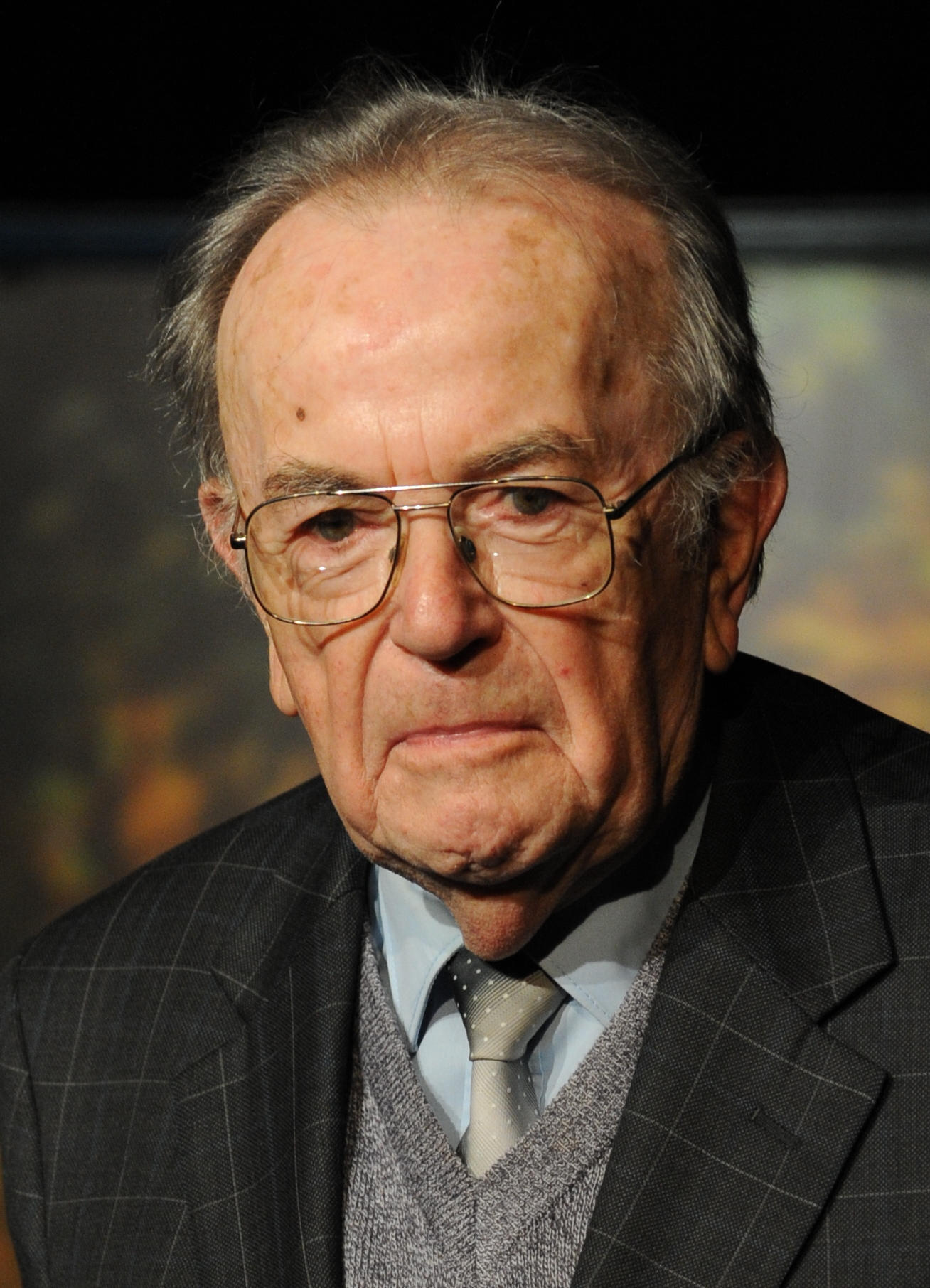
Rudolf Anděl (2013)

Rudolf Anděl (* 29. April 1924 in Šumburk nad Desnou; † 2. Januar 2018) war ein tschechischer Historiker und Pädagoge.

## Leben
Nach seiner Schulausbildung in Turnov studierte Anděl Geschichte und Geographie an der Karls-Universität in Prag. Seine Promotion schloss er dort ebenfalls 1969 erfolgreich ab. Bis 1972 unterrichtete er Geschichte am Pädagogischen Institut in Ústí nad Labem. Von 1972 bis 1990 lehrte er Geschichte an der Technischen Universität Liberec und unterrichtete parallel dazu an der Střední školy - Seznam středních škol Liberec. Er zählt zu den Hochschullehrern, die maßgeblich den Aufbau und die Entwicklung der Bildungspolitik in Liberec beeinflusst haben.
Als Historiker veröffentlichte er mehrere Fachaufsätze und Bücher, die sich hauptsächlich mit der frühneuzeitlichen Geschichte Nordböhmens und der Oberlausitz auseinandersetzten.
Für seine Leistungen wurde er sowohl mit der Ehrenmedaille der Stadt Liberec ausgezeichnet, als auch zum Ehrenbürger von Liberec ernannt.

## Werke (Auswahl)
- Frýdlant v Čechách (1959)
- Husitství v severních Čechách (1961)
- Hrady a zámky severočeského kraje (1962)
- Města severních Čech (1967)
- Sychrov: Státní zámek (1975)
- Český Dub (1991)
- Materiály ke studiu dějepisu (1994)